# Aorotrema
Aorotrema is een geslacht van weekdieren uit de klasse van de Gastropoda (slakken).

## Soorten
- Aorotrema cistronium (Dall, 1889)
- Aorotrema humboldti (Hertlein & Strong, 1951)
- Aorotrema pontogenes (Schwengel & McGinty, 1942)